# Queda de Harã
A Queda de Harã refere-se ao cerco e captura da cidade assíria de Harã pelos impérios Medo e Neobabilônico.

## Antecedentes
O Império Neoassírio, desde o ano 639 a.C., vinha sofrendo um declínio em seu poder, culminando com invasões babilônicas e medas de suas terras. A cidade de Arrapa caiu em 615 a.C., seguida por Assur em 614 a.C. e, finalmente, a famosa Nínive, a mais nova capital da Assíria, em 612 a.C.. Apesar dos massacres brutais que se seguiram, os assírios sobreviveram como uma entidade política e escaparam para Harã sob seu novo rei, Assurubalite II. O estabelecimento de Harã como a capital dos assírios chamou a atenção do rei babilônico Nabopolassar e do rei medo Ciaxares, que estava determinado a destruir para sempre a ameaça do ressurgimento assírio.

## Cerco
Os anais assírios não registram mais depois de 610 a.C. - a data presumida do cerco. O cerco durou mais um ano antes que a cidade finalmente caísse em 609 a.C..

## Consequências
Com a queda de Harã, o Império Neoassírio deixou de existir como um estado. Os remanescentes do exército do antigo Império Neoassírio se encontraram com as forças egípcias que haviam vencido em Megido. Em 605 a.C., os babilônios foram novamente bem-sucedidos, pois derrotaram os egípcios junto com parte do exército da antiga Assíria em Carquemis, encerrando a intervenção egípcia no Oriente Próximo.